# Aurora X-65 CRANE

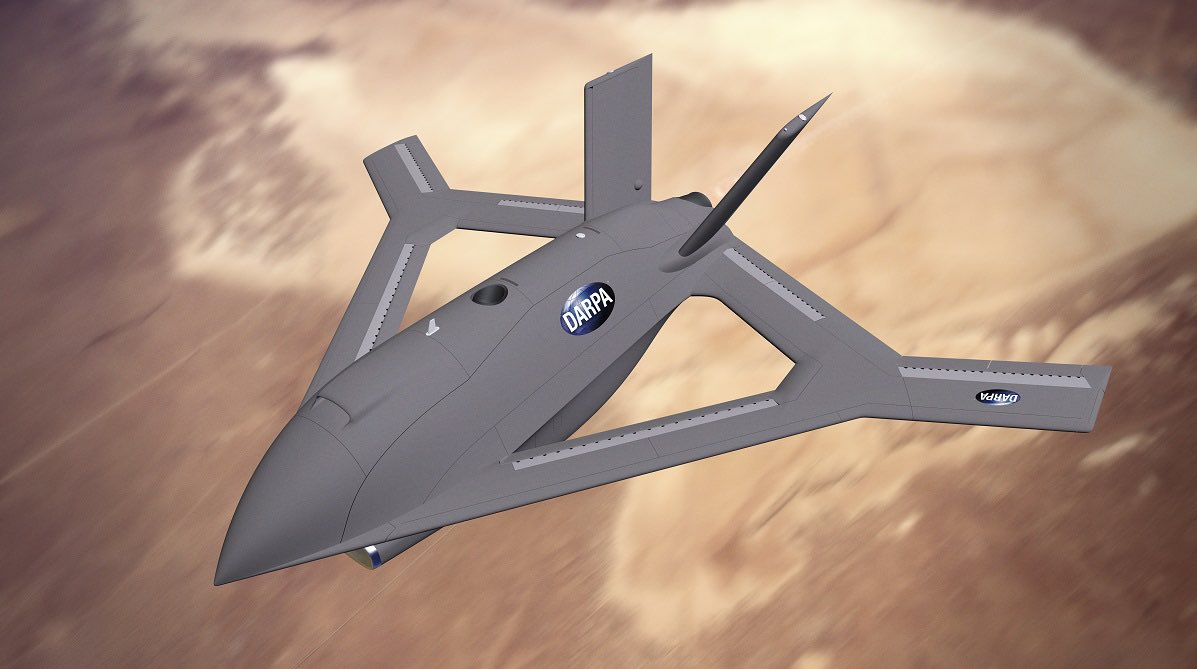
Vue d’artiste de l’Aurora X-65 CRANE

Le Aurora X-65 CRANE est un avion-X expérimental actuellement en cours de développement par la Defense Advanced Research Projects Agency (DARPA) et la filiale de Boeing, Aurora Flight Sciences,.

## Objectif
L’objectif de l’avion X-65 est de démontrer la faisabilité du contrôle actif des écoulements (Active Flow Control, AFC). Pour contrôler son vol, l’AFC utilise des flux d’air plutôt que des gouvernes mobiles dans la section extérieure des ailes et dans sa queue.

## Histoire
Aurora Flight Sciences s’est lancée en novembre 2020 dans le développement d’un avion-X expérimental, dans le cadre du programme CRANE de la DARPA. Des essais en soufflerie ont également été effectués en mai 2022 à San Diego en Californie. La DARPA a alloué des fonds pour la conception technique détaillée d’un avion-X à grande échelle en décembre 2022. Aurora Flight Sciences a été chargée de construire un avion-X grandeur nature en janvier 2024.

## Acronyme
L’acronyme CRANE fait référence à un programme de la DARPA appelé Control of Revolutionary Aircraft with Novel Effectors. La DARPA a annoncé le 15 mai 2023 la désignation X-65 sur ses comptes dans les médias sociaux.